# Dryobotodes carbonis
Dryobotodes carbonis is een vlinder uit de familie uilen (Noctuidae). De wetenschappelijke naam is voor het eerst geldig gepubliceerd in 1931 door Wagner.
De soort komt voor in Europa.